# 톄먼관시
톄먼관시(중국어: 铁门关市, 병음: Tiěménguān Shì, 위구르어: باشئەگىم شەھىرى)는 중화인민공화국 신장 위구르 자치구의 현급시로 면적은 590.27km2, 인구는 50,000명(2015년 기준)이다. 2012년 12월에 신설되었다. 도시 이름은 쿠얼러 시에 위치한 유적인 철문관(鐵門關)에서 유래된 이름이다.

## 행정 구역
2개 가도, 2개 진을 관할한다.
- 가도: 城区街道, 庫西街道
- 진: 博古其鎮, 双豊鎮